# Palawanflugsnappare
Palawanflugsnappare (Ficedula platenae) är en fågel i familjen flugsnappare inom ordningen tättingar.

## Utseende och läten
Palawanflugsnapparen är en liten (12 cm) och kortstjärtad flugsnappare. Den är rostbrun på huvud och ovansida, på övre stjärttäckare och stjärt bjärt kastanjebrun. Det mörka ögat verkar stort och tygeln är grå. Strupen är ljusorange övergående i mer bjärt orangefärgat bröst, medan den är vit på nedre delen av bröstet och buken. Hona svartkindad flugsnappare som också förekommer på Palawan är större, inte lika färgglad och har ljusbeige tygel och ögonring. Sången består av enkla och ljusa fraser, i engelsk litteratur återgivna som "wee-tee" och "wee-tee-tee", ofta följda av en drill.

## Utbredning och systematik
Fågeln förekommer i låglänta områden på Palawan (sydvästra Filippinerna). Den behandlas som monotypisk, det vill säga att den inte delas in i några underarter.

## Status
Palawanflugsnapparen har ett litet utbredningsområde som minskar kraftigt till följd av skogsavvkerningar. Den tros därför minska i antal. Internationella naturvårdsunionen IUCN anser att den är utrotningshotad och placerar den i hotkategorin sårbar (VU). Världspopulationen uppskattas till mellan 6 000 och 15 000 vuxna individer.

## Namn
Fågelns vetenskapliga artnamn hedrar Margarete Platen, född Geisler, gift med den tyske läkaren Carl C. Platen.